# Drosophila xanthopallescens (artgrupp)
Drosophila xanthopallescens är en artgrupp inom släktet Drosophila och undersläktet Drosophila. Artgruppen innehåller fyra arter. Arterna inom artgruppen hittas vid blommor, något som inte är unikt för gruppen utan även gäller för Drosophila bromeliae (artgrupp), Drosophila flavopilosa (artgrupp), Drosophila onychophora (artgrupp) och vissa andra arter inom undersläktet Drosophila.

## Arter inom artgruppen
- Drosophila alexanderae
- Drosophila aureopallescens
- Drosophila othoni
- Drosophila xanthopallescens